# Zenrin Kokuhōki
La Zenrin Kokuhōki (善隣国宝記) est un ouvrage en trois volumes publié en 1470 par Zuikei Shūhō.
Il traite de l'histoire diplomatique du Japon, en abordant les relations qu'entretient le Japon avec ses voisins de Corée et de Chine.

## Source